# Castanea

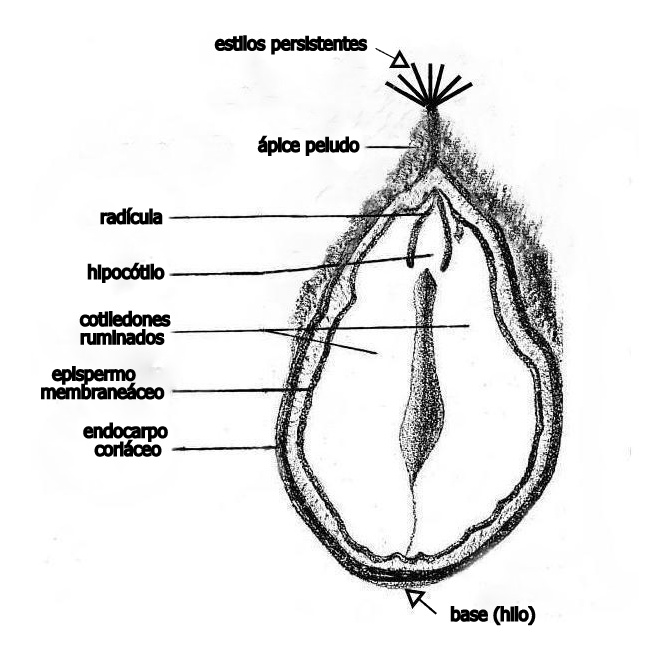
Castaña, corte longitudinal y anatomía.

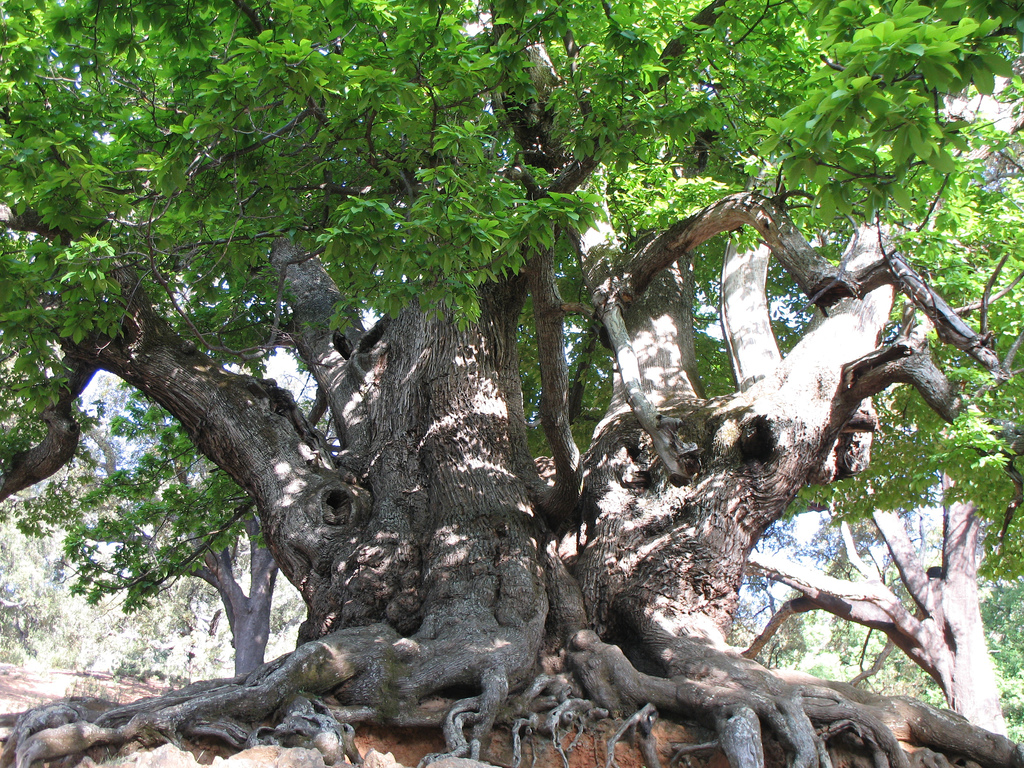
Castaño Santo de Istán (Málaga).

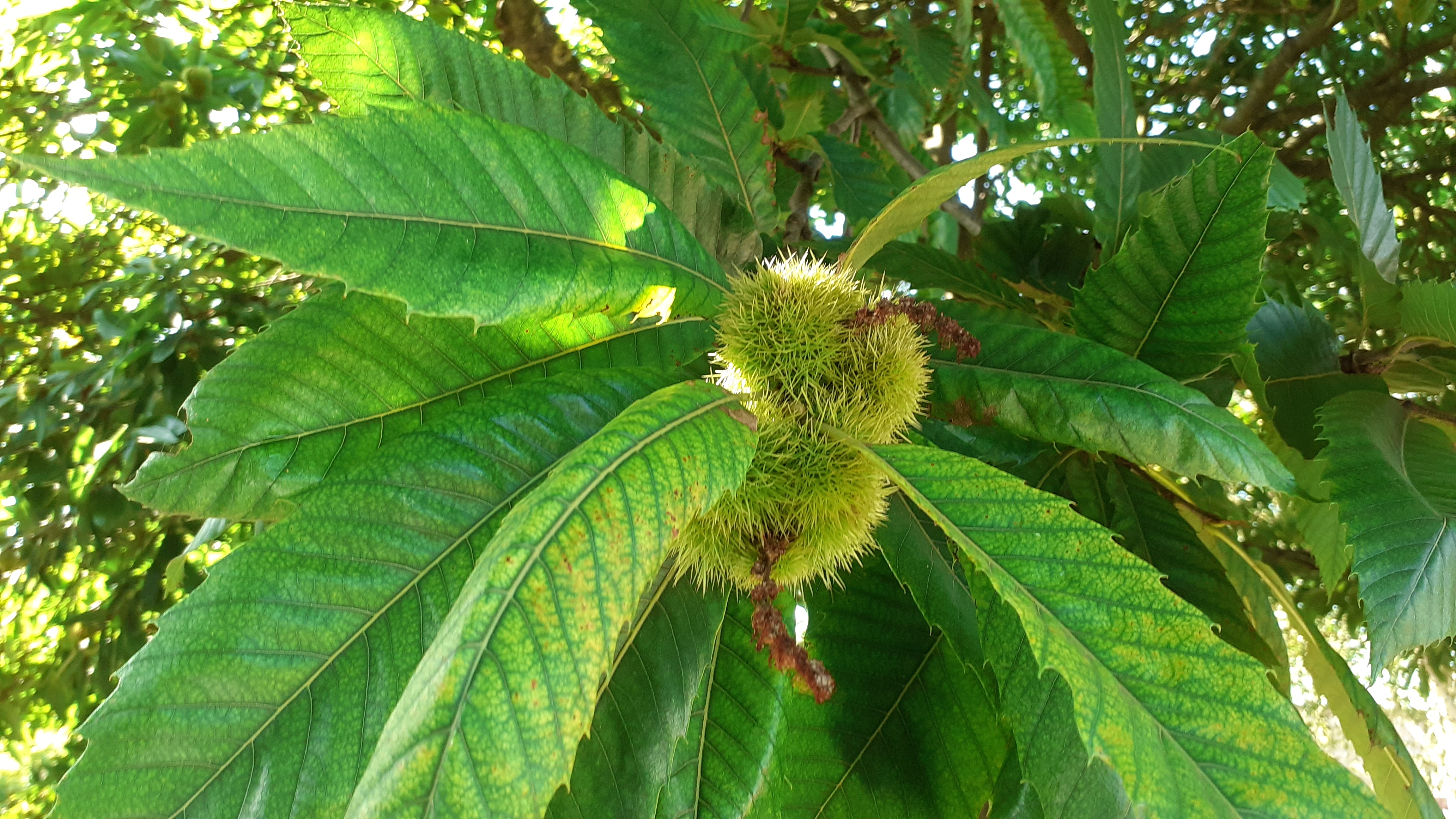
Infrutescencia inmadura in situ.

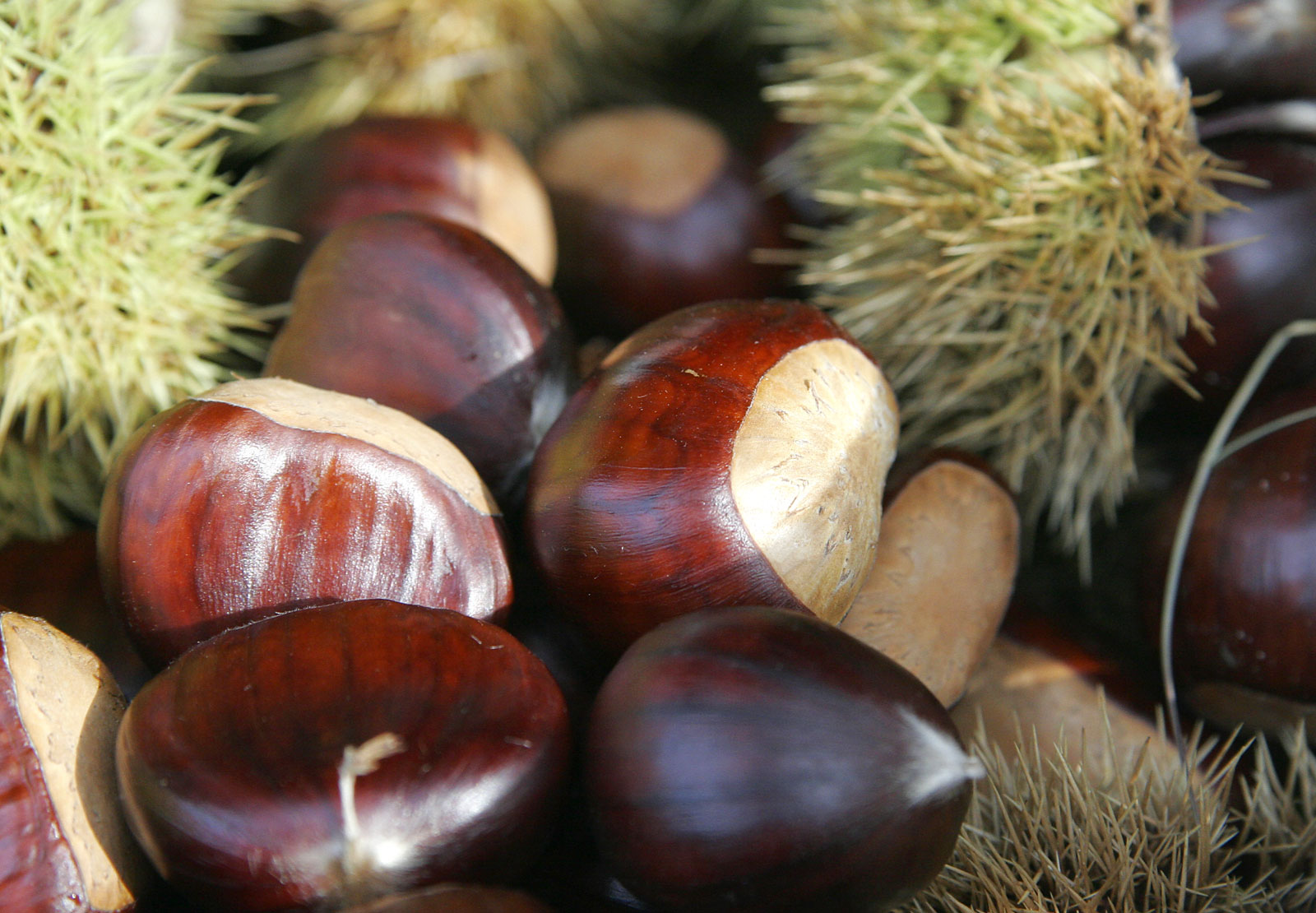
Castañas (nueces/aquenios) de Castanea sativa.

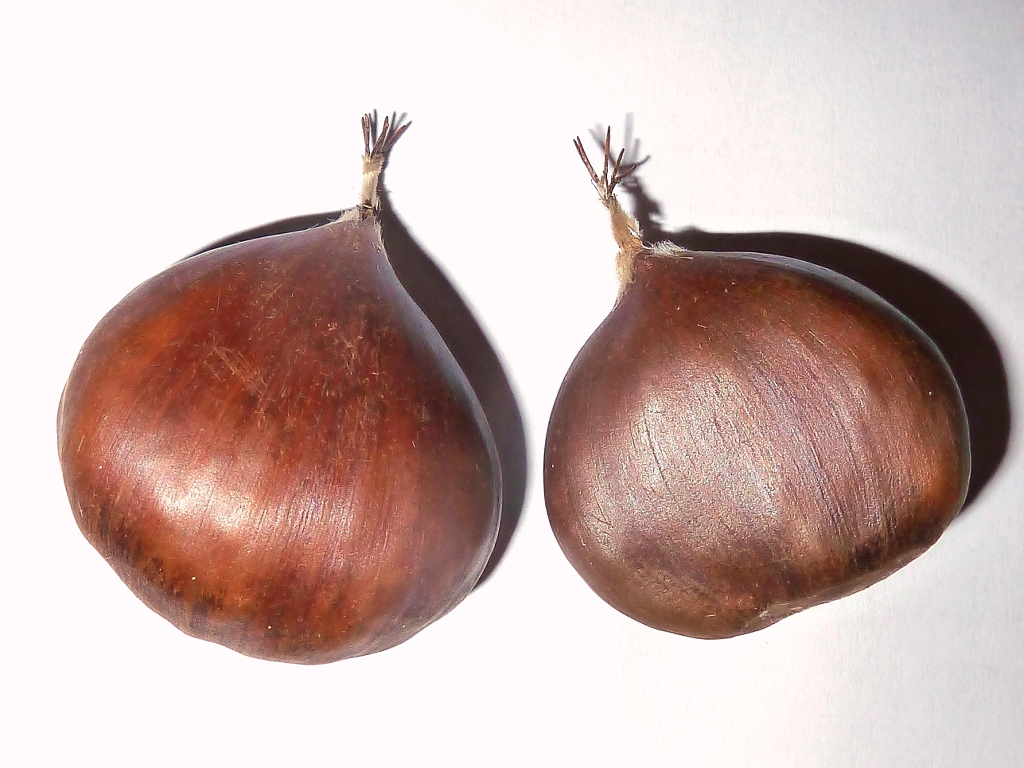
Ejemplo de aquenios maduros con los estilos persistentes en el ápice de Castanea sativa,

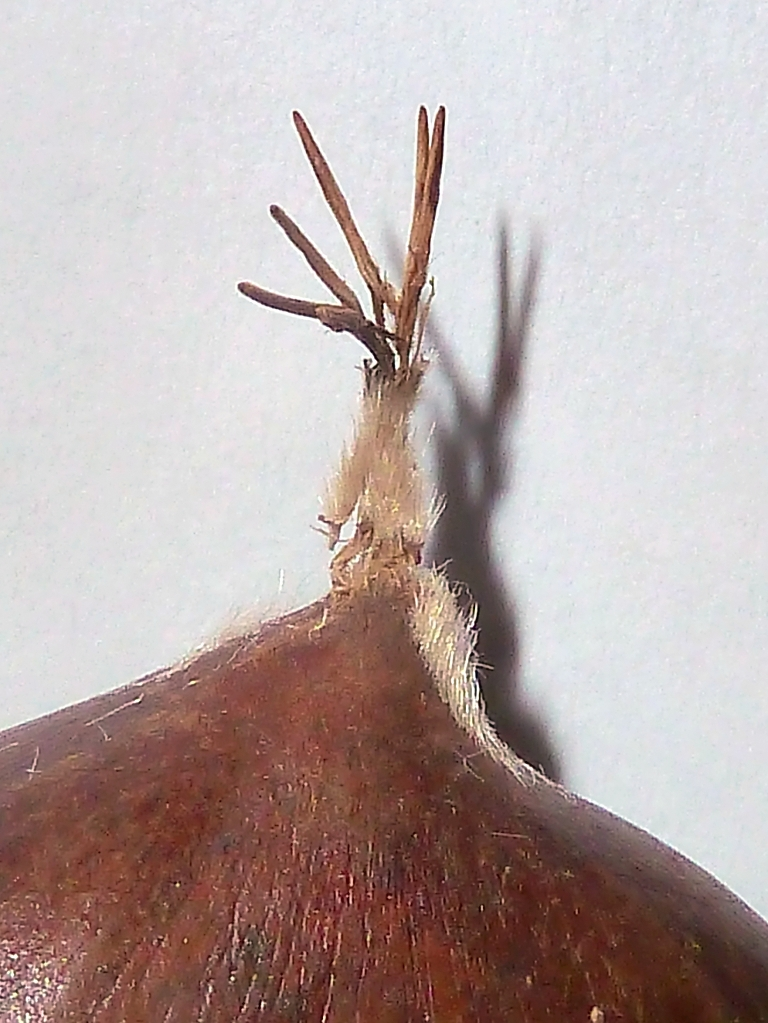
Detalle del ápice del pistilo y sus estilos persistentes en un aquenio maduro de Castanea sativa.

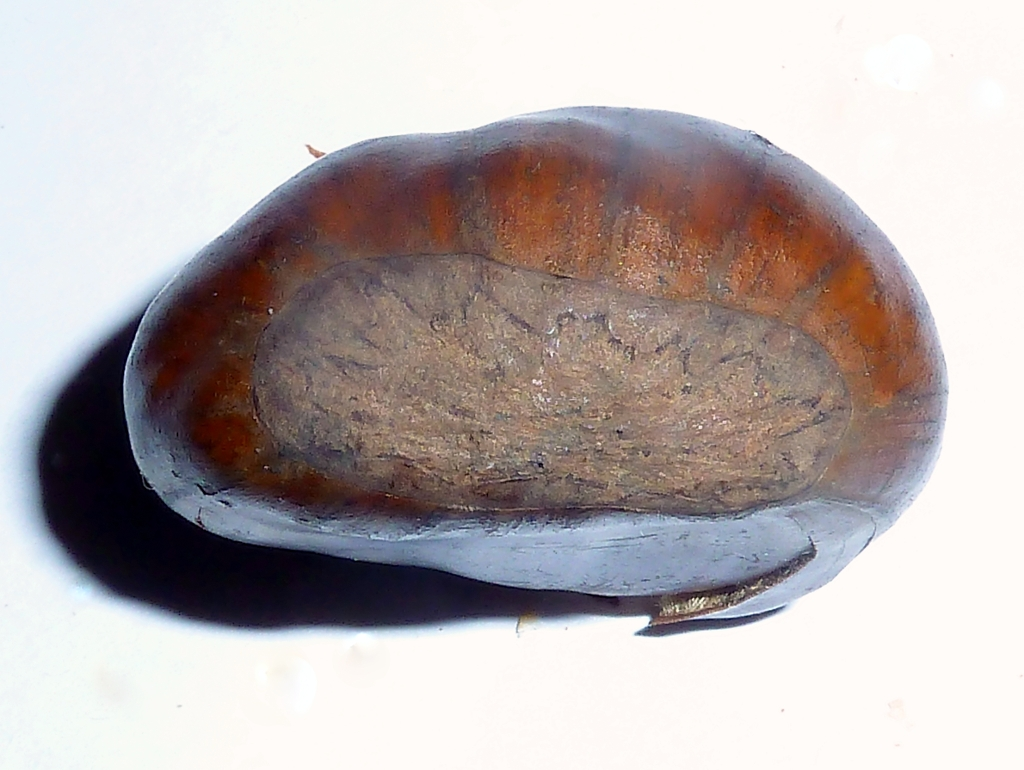
Ejemplo de cicatriz basal con su marca estrellada/"explotada" correspondiendo a la fijación en la cúpula de un aquenio maduro.

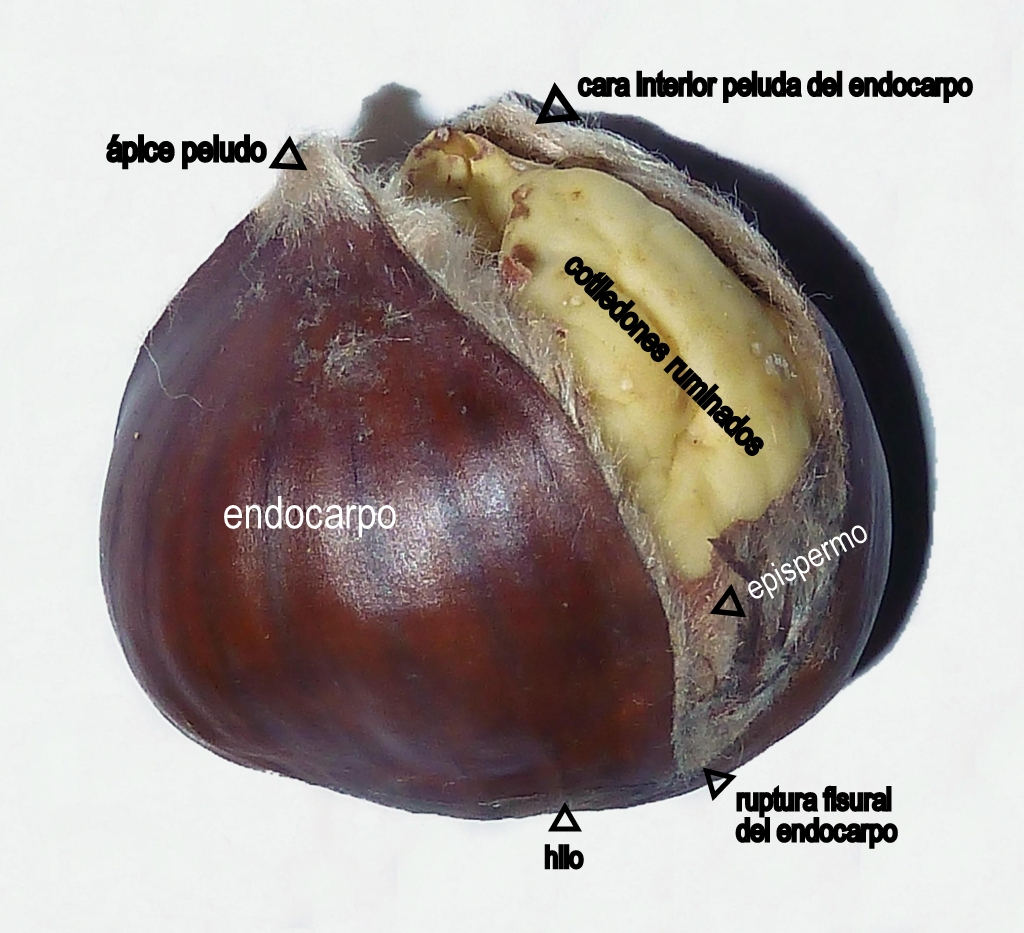
Castanea sativa (Castaño común) : aquenio en parte abierto; la semilla visible en el interior del endocarpio interiormente peludo es la parte comestible.

Castanea es un género de plantas de la familia de las fagáceas, nativas de las regiones templadas del hemisferio norte, conocidas comúnmente como castaños. Se conoce como castaña al fruto de estos árboles.
El género tiene 9 especies aceptadas, de los casi 180 taxones descritos.
El nombre también hace referencia a la nuez comestible que producen.
Los  castaños de indias no relacionados (género Aesculus) no son verdaderas castañas, pero reciben su nombre por producir nueces de aspecto similar que son ligeramente venenosas para los humanos. Los castaños verdaderos tampoco deben confundirse con castaño de aguas, que son tubérculos de una planta herbácea acuática de la familia de las juncias Cyperaceae.
Otras especies que suelen confundirse con castaños son el roble castaño (Quercus prinus) y el haya americana (Fagus grandifolia), ambos también de la familia Fagaceae.
Las castañas de Brasil, llamadas "castañas de Brasil" (castañas de Brasil en español) o "castañas de Pará" (castanha-do-Pará en portugués) tampoco están relacionadas.

## Etimología

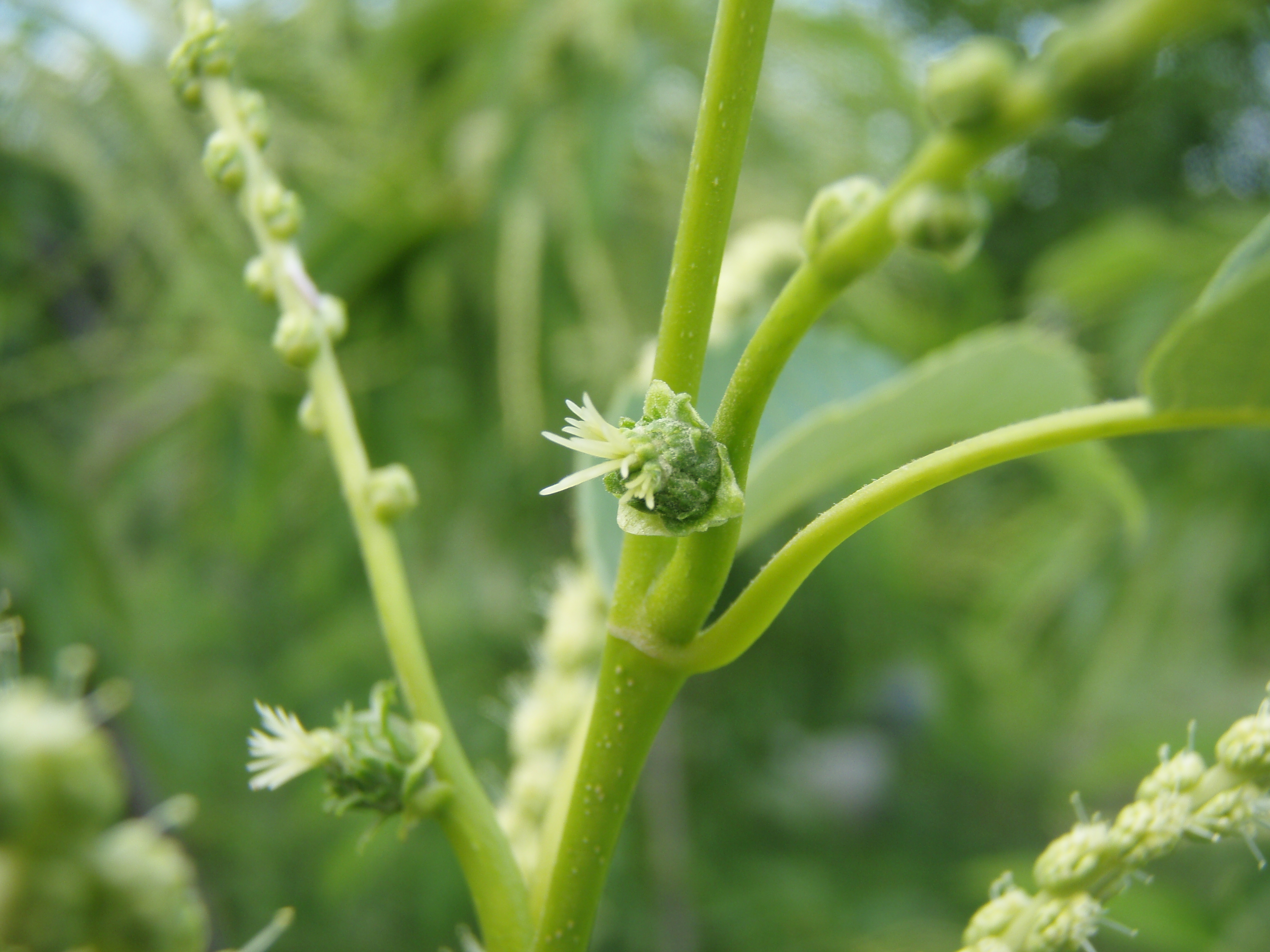
Flores femeninas del castaño

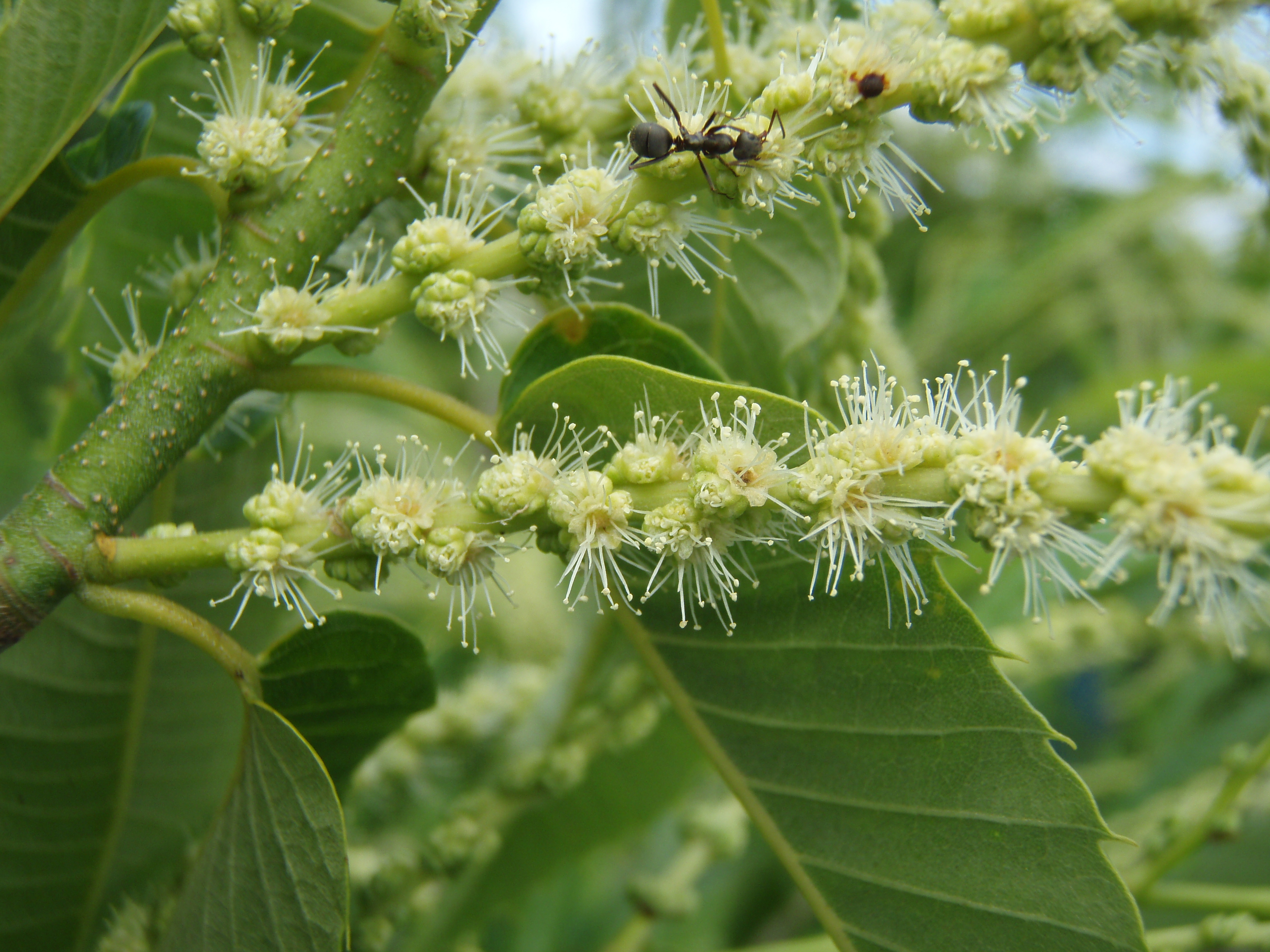
Flores masculinas del castaño

El nombre "castaña" deriva del latín Castanea (también el nombre científico del árbol), que se remonta a la palabra griego antiguo κάστανον (castaña dulce). Una posible fuente de la palabra griega es la antigua ciudad de Castanea en Tesalia. La ciudad probablemente tomó su nombre, sin embargo, de los árboles que crecen a su alrededor. En la zona de clima mediterráneo, los castaños son más raros en Grecia porque el suelo calcáreo no es propicio para el crecimiento del árbol. Kastania se encuentra en uno de los relativamente escasos afloramientos sedimentarios o silíceos. Allí crecen tan abundantemente que su presencia habría determinado el nombre del lugar. Otros consideran que el nombre procede del griego Sardis glans (bellota de Sardis), siendo Sardes la capital de Lidia, Asia Menor, desde donde se había extendido el fruto.
El nombre se cita dos veces en la Versión King James de la Biblia. En un caso, Jacob pone ramitas peladas en los abrevaderos para promover la descendencia sana de su ganado. Aunque puede indicar otro árbol, indica que el fruto era un alimento básico local a principios del siglo XVII.
Estos sinónimos están o han estado en uso: Fagus Castanea (utilizado por Linneo en la primera edición de Species Plantarum, 1753), Sardian nut, Jupiter's nut, husked nut, and Spanish chestnut (U.S.).

## Descripción
Árboles o arbustos de hojas alternas caducas en invierno, a veces rizomatosos, entomófilos. Las hojas son de márgenes aserrados, con estípulas prominentes y tempranamente caducas, con limbo delgado algo coriáceo y nervios secundarios no ramificados que se extiende hasta el margen, cada nervio terminando en un diente afilado o arista bien desarrollada. Las inflorescencias, en amentos axilares erectos, rígidos o flexibles, llevan las flores masculinas en su parte distal y las femeninas en la base. Las flores masculinas, con perianto de 6 lóbulos ovado-obtusos, tienen 10-20 estambres, mientras las femeninas se organizan en grupos de 1-3 flores (cimas triflores/dicasios) de perianto urceolado más o menos hirsuto con 6-8 lóbulos, 6-9 estilos en el ápice del ovario, ápice cubierto de pelos sedosos adpresos que se extienden hasta la base de los estilos -y persistirán en el aquenio derivado de dicho ovario-, y 6-8 estambres rudimentarios, cada grupo de flores rodeado por un involucro cupuliforme de brácteas. Infrutescencia con cúpula (o calibio) de 2-4 valvas, connadas marginalmente hasta la maduración, y que encierran completamente o casi completamente los aquenios. Dicha cúpula involucral dehiscente, que deriva del involucro brácteal, es densamente espinosa, con espinas irregularmente ramificadas, a menudo entrelazadas, más o menos cubiertas de pelos simples. Hay 1-3 aquenios/nueces, por definición indehiscentes -aunque, al resecarse, pueden presentar eventualmente una ruptura fisural superficial del endocarpo coriáceo, dejando al descubierto la semilla rodeada de su tegumento -por cúpula, cada uno de dichos aquenios correspondiendo a una de las flores de la inflorescencia femenina; tienen el pistilo y sus estilos peludos persistentes, centimétrico, en el ápice así como una amplia cicatriz basal ovalada con una ancha marca estrellada/"explotada" en su parte central y que corresponde a su fijación dentro la cúpula; su forma es plano-convexa, y si son 3, la central está a menudo reducida y aplanada, y si es solitaria toma forma más redondeada. El endocarpo es coriáceo, fino y de interior peludo, rodeando una única semilla ruminada, carente de endospermo y con un epispermo membraneáceo íntimamente pegado a su superficie y también a la capa peluda del interior del endocarpo.

## Especies
- Nota: todas las especies son probablemente interfértiles (incluyendo las especies asiáticas cruzadas con las americanas), de tal manera que una intergradación morfológica local entre las especies era de esperar, pero no se puede utilizar el argumento de interfertilidad como prueba de conespecificidad, a menos de estar dispuesto a aceptar una sola especie de castaño en todo el mundo.[17]

Los castaños pertenecen a la misma familia que los robles y las hayas: las Fagáceas. Hay cuatro grupos principales, habitualmente conocidos como castaños europeos, chinos, japoneses y americanos:
- Especies europeas: Castaño común (Castanea sativa) es la única especie europea de castaño.
- Especies asiáticas: Castanea crenata (castaño de Japón), Castanea mollissima (castaño de China), Castanea davidii (China), Castanea henryi y Castanea seguinii (China).
- Especies americanas: Incluyen Castanea dentata (el "castaño americano" - estados del Este), Castanea pumila (Estados del Este y el Sur) y Castanea ozarkensis (Estados del Sur).[17][20][21] Las otras especies descritas como amerícanas (Castanea alnifolia, Castanea ashei, Castanea floridana y Castanea paupispina) son meros sinónimos de C. pumila.[1]

Estudios más recientes han conducido a dividir el género en 2 y luego 3 Secciones:

### SecciónEucastanon
Caracterizadas por calibios de 3 aquenios, sus 5 especies se distribuyen por Europa, Norteamérica y Asia.
- C. sativa
- C. crenata
- C. dentata
- C. seguinii
- C. molissima

### SecciónBalanocastanon
Sus cúpulas tienen una solo castaña, y queda limitado su extensión al sureste de Estados Unidos.
- C. pumila
- C. ozarkensis, como una especie propia o una variedad de la anterior.

### SecciónHypocastanon
Una sola nuez por infrutescencia; distribución restringida al sureste de China.
- C. henryi

La posición de la especie/notoespecie americana mono-fruto Castanea neglecta/C. × neglecta queda discutida, pero debe pertenecer a la Sección Balanocastanon.

### Relaciones filo-genéticas
Está admitido que el género Castanea es un clado monofilético, mientras que la Sección Eucastanon es parafilética. C. crenata es el clado más basal. Las tres especies chinas de Castanea pertenecen a un clado monofilético, cuyo grupo hermano contiene las especies de América del Norte y Europa. Existe un apoyo consistente, pero débil, para sostener la existencia de una relación de hermandad entre las especies de América del Norte y las especies europeas.

## Similitudes del géneroCastanea
Los castaños no deben confundirse con el género Aesculus, el "castaño de Indias", que no está relacionado con Castanea y al que se llamó así por producir frutos de apariencia similar pero que no son comestibles. No deben confundirse tampoco con Eleocharis dulcis, el llamado "castaño de agua", que pertenece a la familia de las ciperáceas, que tampoco está emparentado con Castanea.
Otros árboles usualmente confundidos con castaños son: el "roble castaño" (Quercus prinus) y el "haya americana" (Fagus grandifolia). En fin, a pesar de su nombre, la "castaña de monte", (Bertholletia excelsa, también conocida como "nuez de Brasil", o "almendra" en Bolivia), no tiene nada que ver con el género Castanea.

## Taxones infraespecíficos
Ninguno de los más de 80 taxones infraespecíficos descritos está aceptado.

## Enfermedades y plagas
El castaño sufre una enfermedad llamada "tinta del castaño" causada por el hongo Phytophthora cinnamomi, un género de protistas de la clase Oomycetes, que destruye el castañar. El género está sujeto a muchas otras enfermedades y plagas (véase también "cancro del castaño").
Entre las plagas más importantes del castaño se encuentra Dryocosmus kuriphilus, la avispilla del castaño, un cinípido gallícola procedente de China, que causa pérdidas económicas en producción de fruto y madera, afectando a diferentes especies del género Castanea.

## Aprovechamiento

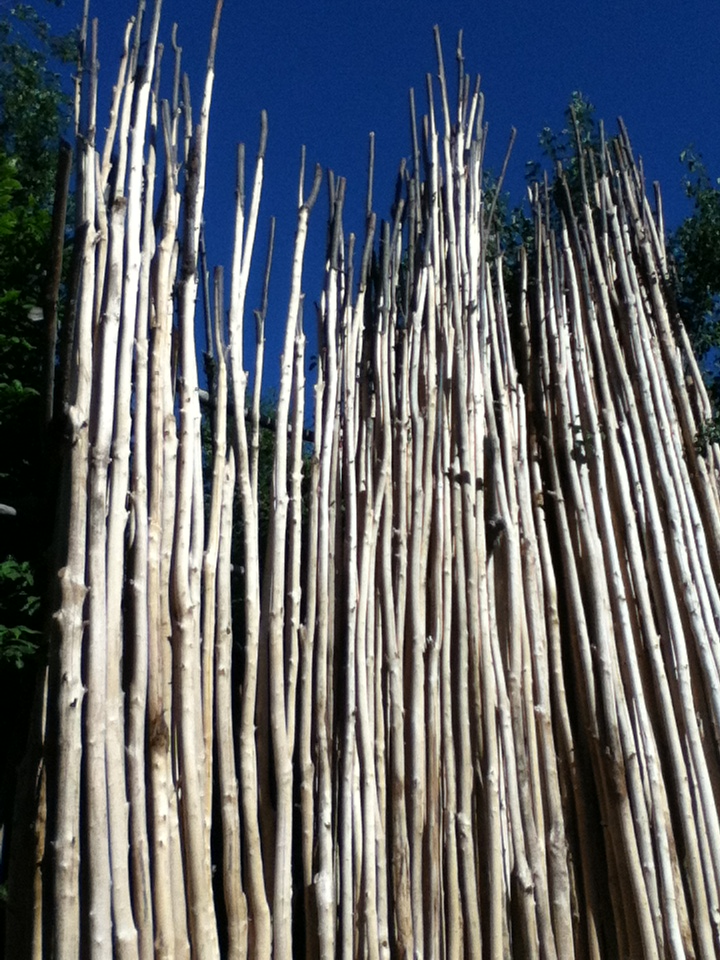
Troncos de castaños listos para transportar.

Actualmente el principal uso del castaño es la obtención de su madera, muy valorada para fabricar muebles, entarimados de suelo, instrumentos musicales, etc. La madera de castaño es de color amarillento, de aspecto similar al roble pero más fácil de manejar y más estable. Es una madera de dureza media, elástica, tenaz y flexible.
Es un árbol que necesita cierto grado de humedad. Prefiere suelos silíceos descarbonatados. Son longevos, encontrándose individuos milenarios, como el Castaño Santo de Istán o El Abuelo de El Tiemblo, que tiene entre 800 y 1000 años.
Otro de los aprovechamientos es la utilización del fruto de unas especies, en particular Castanea sativa, el Castaño: tradicionalmente se empleó como fuente energética para la población campesina, tanto mediante el consumo directo como en diversas recetas gastronómicas, y también como alimento para los animales domésticos (fundamentalmente cerdos), pero perdió su lugar de importancia en la dieta europea con la llegada de la patata de América. Esta sustitución en el papel alimenticio que tenía en la castaña fue tan importante que en algunas regiones, como Galicia, todavía hay lugares donde se llaman castañas a las patatas (igual que en francés las patatas reciben el nombre pommes-de-terre, "manzanas de la tierra"). Tradicionalmente la castaña puede consumirse cruda, aunque también cocida o asada. El marrón-glacé es un dulce de receta francesa que aumenta enormemente el valor energético de las castañas.
Recientemente se ha fomentado el reaprovechamiento de la castaña mediante la oferta de productos tradicionales como el aguardiente de castaña, la crema de castaña, la tarta de castaña, el pan de castaña, etc., pero en los últimos años ha continuado una tendencia a la caída de la producción y el consumo.

## Taxonomía
El género fue descrito por Philip Miller y publicado en The Gardeners Dictionary...Abridged..., 4th edition, vol. 1, 1754.
Etimología
- Castanea: nombre genérico que deriva del Griego χάστανον y luego el Latín castănĕa, -ae, nombre del castaño y de la castaña (Virgilio, Bucolicas,1, 82), esta última también llamada castanea nux (Virgilio, Bucolicas, 2, 52), la nuez del castaño.[28] También podría derivar de Castanaea, -ae o Castana, -ae, ciudad de Asia Menor o, según otros, del nombre armenio de este árbol.[18]